# Kup Maršala Tita
La Kup Maršala Tita (in croato Kup maršala Tita; in serbo Куп Маршала Тита?; it. "Coppa del Maresciallo Tito"), meglio nota come Coppa di Jugoslavia (in croato Kup Jugoslavije u nogometu; in serbo Куп Југославије у фудбалу?, in sloveno Jugoslovanski nogometni pokal; in macedone Купот на Југославија во фудбал?) è stata la coppa nazionale di calcio jugoslava.
Questo torneo prese il posto delle coppe del Regno di Jugoslavia, disputate dal 1923 al 1940, pur con molte interruzioni.
Il trofeo, disegnato dall'artista Branko Šotra, portava il nome del maresciallo Tito, presentava un'altezza di 47 cm, una larghezza di 23 cm ed un peso di 16,8 kg. L'ultima edizione si è svolta col nome Kup Jugoslavije u fudbalu (coppa jugoslava di calcio) perché il detentore Hajduk Spalato non aveva restituito il trofeo.

## Storia

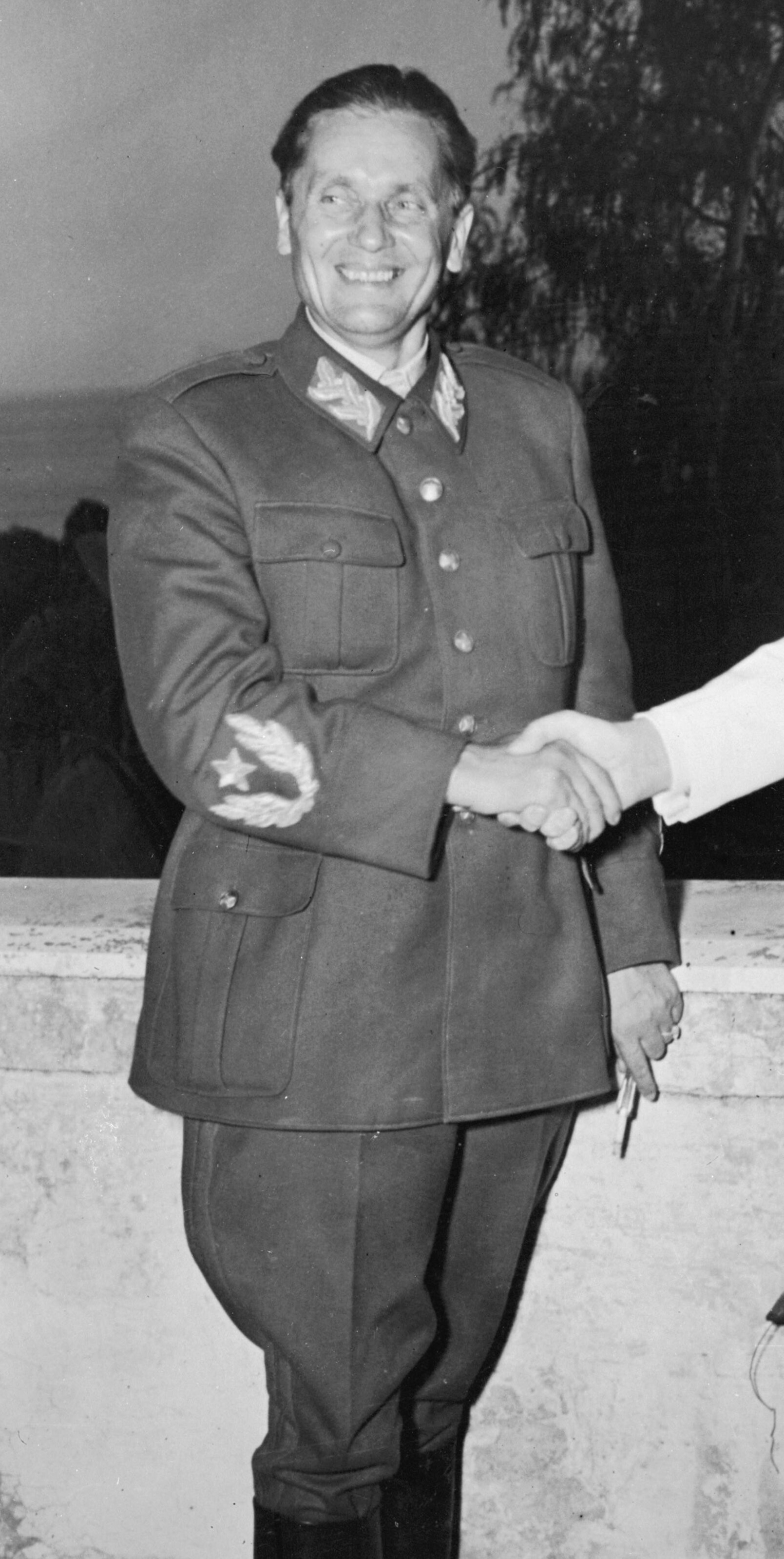
Josip Broz Tito

L'idea di una coppa nazionale in Jugoslavia nasce alla fine del 1945, ma la decisione viene presa il 4 luglio 1947 nella 3ª conferenza della FISAJ (la Federazione sportiva della Jugoslavia). Non si conosce l'ideatore, perché non ci sono documenti scritti al riguardo, ma è certo che la decisione è stata presa dal Comitato Calcio FISAJ composto dall'architetto Kosta Popović, Vladimir Dedijer, Aleksandar Tirnanić, Dragoš Stevanović, l'ingegnere Milorad Arsenijević, il professore Mihailo Andrejević e Rato Dugonjić. La coppa si sarebbe disputata nel novembre 1947 ed il trofeo sarebbe stato un grande trofeo d'argento, consegnato dal maresciallo di Jugoslavia Josip Broz Tito, da qui il nome Kup Maršala Tita (Coppa del maresciallo Tito).

Nella prima edizione nel 1947, l'allora poco conosciuto Jakić Pljevlja raggiunge i quarti di finale, cedendo solo ai tempi supplementari contro il Sarajevo per 2–3 ed in 10 giocatori in campo dal 60º minuto. Il club deve il nome a Velimir Jakić, eroe del Montenegro, ma dal 1955 è noto come FK Rudar Pljevlja.

Nel 1952, a sorpresa, conquista i quarti di finale il FK Proleter di Ravno Selo (una località presso Vrbas in Voivodina), un club di lavoratori di una cooperativa agricola. Successi simili vengono ottenuti anche da Napredak Kruševac, Bačka B. Palanka, Milicionar e soprattutto dal Varteks Varaždin, giunto addirittura in finale nel 1961.

Nel 1953 c'è un emozionante Partizan–Dinamo 5–5 deciso dai tiri di rigore nei quarti di finale. Poi in semifinale la Dinamo affronta il BSK Belgrado nella partita giocata su 3 giorni (utakmica koja se igrala tri dana): due partite, 210 minuti e 27 rigori calciati (14 dalla Dinamo e 13 dal BSK).

I club di maggior successo sono ovviamente i quattro grandi (velike četvorke) del calcio jugoslavo: Stella Rossa, Hajduk, Dinamo e Partizan. Insieme alzano il trofeo 34 volte su 44.

Al termine della partita finale, il trofeo viene consegnato al capitano della squadra vincitrice da un inviato speciale di Tito; secondo una regola non scritta, si tratta di uno degli ufficiali ai vertici militari.

L'ultima edizione, con partecipanti di tutte le repubbliche e province, è la Kup Maršala Tita 1991. Il trofeo viene consegnato alla vincitrice, l'Hajduk Spalato, e non restituito dato che nell'estate di quell'anno le compagini della Croazia e della Slovenia abbandonano il sistema calcistico jugoslavo, e quindi gli spalatini non ricadono più sotto la giurisdizione di Belgrado. La coppa del maresciallo Tito è stata nascosta fino al 2008, e da allora è nella bacheca dell'Hajduk.

L'edizione 1991-92, chiamata poi Kup Jugoslavije 1991-1992, inizia appunto con la secessione delle squadre croate e slovene il giorno seguente al sorteggio del primo turno. Le 8 squadre non vengono rimpiazzate ed il torneo inizia con 24 partecipanti, anziché 32. A settembre la Macedonia dichiara l'indipendenza, ma le squadre terminano comunque la stagione. Il 1º aprile 1992 inizia la guerra in Bosnia e le squadre di questa repubblica abbandonano le competizioni, compreso lo Željezničar che è ancora in corsa in coppa.

Dopo la dissoluzione della Jugoslavia socialista nel 1992, i tornei continuano nella neoformata Repubblica Federale di Jugoslavia, ormai composta dalle sole Serbia e Montenegro.

### Sorprese
Il fatto che tutte le squadre della Jugoslavia possono competere nella coppa nazionale, dà la possibilità alle squadre minori di affrontare e battere compagini della massima divisione, come accade nella FA Cup in Inghilterra, ove sono famosi i "giant killing" oppure "cupset".
| Stagione | Turno             | Squadra in casa  | Risultato   | Squadra in trasferta     |
| -------- | ----------------- | ---------------- | ----------- | ------------------------ |
| 1950     | 32esimi di finale | Željezničar      | 0 – 2       | Sloga Svetozarevo        |
| 1951     | 16esimi di finale | Spartak Subotica | 0 – 2       | Jedinstvo Bačka Topola   |
| 1955     | 16esimi di finale | Novi Sad         | 1 – 0       | Partizan                 |
| 1958-59  | 16esimi di finale | Radnički Sombor  | 3 – 1       | Vardar                   |
| 1958-59  | Ottavi di finale  | Budućnost        | 1 – 2       | Guarnigione JNA Titograd |
| 1958-59  | Ottavi di finale  | Varteks Varaždin | 3 – 1 (dts) | Velež Mostar             |
| 1960-61  | Ottavi di finale  | Stella Rossa     | 0 – 1       | Sloboda Tuzla            |
| 1961-62  | 16esimi di finale | Sloboda Tuzla    | 1 – 0       | Partizan                 |
| 1965-66  | Ottavi di finale  | Željezničar      | 0 – 1       | Srem                     |
| 1965-66  | Ottavi di finale  | FK Trepča        | 3 – 1       | Stella Rossa             |
| 1965-66  | Quarti di finale  | Slavonija Osijek | 2 – 1       | Rijeka                   |
| 1968-69  | Ottavi di finale  | Vojvodina        | 1 – 3       | Bačka B. Palanka         |

Queste sono le squadre di seconda divisione riuscite a raggiungere la finale della coppa:
- Naša krila (1947)
- Varteks Varaždin (1961)
- Spartak Subotica (1962)
- Budućnost (1965)
- Bor (1968)
- Borac Banja Luka (1974)
- Borac Banja Luka (1988), unica squadra di seconda divisione a vincere la coppa[7]

Vi sono anche due squadre di terza divisione riuscite a raggiungere le semifinali:
- Metalac Sisak (1984)
- Rudar Ljubija (1989)

Nel 1949 il Partizan II, la seconda squadra del Partizan, raggiunge le semifinali, mentre la prima squadra è eliminata ai quarti di finale.

## Formula
La finale può essere a gara unica o ad andata e ritorno, tutte le altre partite si svolgono ad eliminazione diretta in gara unica (eccetto nelle ultime edizioni).
- Partecipanti:

Alle qualificazioni possono partecipare tutte le squadre dei campionati repubblicani (ovvero dalla terza divisione in giù), le società calcistiche degli impianti industriali, le squadre delle cooperative del lavoro contadino e le squadre delle guarnigioni dell'esercito. Nelle prime edizioni sono qualificate alla fase finale (la Coppa del maresciallo Tito vera e propria) anche le compagini di seconda divisione, privilegio successivamente rimasto soltanto a quelle della prima.

Le partecipanti sono 349 nella prima edizione, numero che raggiunge in pochi anni il migliaio e cresce di numero fino alla fine, infatti a fine anni '80 sono più di 5000. Il numero di quelle ammesse alla coppa vera e propria è variabile: nel 1947 sono 40, diventano 70 (numero massimo) nel 1948, per poi scendere a 64 nel 195, 32 nel 1952, 16 nel 1953, risalire a 32 nel 1958 e poi tornare a 16 nel 1964. Dal 1973 il numero è rimasto fisso a 32 squadre ammesse.

La fase finale è organizzata dalla Federazione calcistica della Jugoslavia, mentre le qualificazioni sono gestite dalle varie federazioni repubblicane (Slovenia, Croazia, Bosnia, Serbia, Montenegro e Macedonia) e provinciali (Voivodina e Kosovo).

Dal 1975 la coppa assume il format definitivo: le 18 compagini della prima divisione della stagione precedente sono ammesse di diritto ai sedicesimi di finale, mentre gli altri 14 posti sono spartiti fra le varie repubbliche e province (3 posti per Serbia e Croazia, 2 posti per Bosnia e Voivodina, 1 posto per Slovenia, Montenegro, Macedonia e Kosovo).

La vittoria della coppa non garantisce la partecipazione alla stagione successiva: infatti il Borac Banja Luka, unico sodalizio di seconda divisione a riuscirci (nel 1988), fallisce le qualificazioni alla Kup Maršala Tita 1988-1989.
- Calendario:

La fase finale della coppa, quindi con le squadre di prima divisione, viene disputata nei mesi autunnali dal 1947 al 1955 (nel 1950 e 1951 viene organizzata al termine del campionato, quindi inizia e si conclude in poche settimane a novembre) e nel 1973–1974.

Dal 1956 al 1972 (qualificazioni in autunno e fase finale in primavera) e dal 1975 al 1992 (fase finale da agosto a maggio) il torneo segue il calendario classico su due anni solari.
- La finale:

L'impianto designato per la finale è lo Stadio JNA di Belgrado (la FSJ lo ritiene il Wembley jugoslavo).

Nelle edizioni disputate in autunno la finale si gioca il 29 novembre (giorno della festa della repubblica jugoslava), mentre nelle edizioni su due anni solari, la data della finale è il 25 maggio (il giorno della gioventù, "dan mladosti" in croato).

Dal 1947 al 1969 la finale viene disputata in gara unica a Belgrado, con l'eccezione del 1951 quando Dinamo e Vojvodina si sfidano in due gare andata-ritorno in casa delle contendenti.

Nel 1967 la FSJ decide, dato che le due squadre coinvolte (Hajduk e Sarajevo) non sono della capitale, di far disputare la finale in casa di una delle due: il sorteggio sorride al Hajduk. È l'unica edizione in cui la finale non viene disputata a Belgrado.

Dal 1968 al 1985 viene di nuovo modificata la regola sulla sede della finale: se entrambe le finaliste sono di fuori Belgrado, essa viene disputata in partita unica nella capitale; se una finalista è belgradese, la finale viene disputata ad andata e ritorno con la seconda partita nella capitale.

Nel 1986 la FSJ torna far disputare la finale in gara unica a Belgrado, e la data viene anticipata all'inizio di maggio.
- Altro:

Nel 1949 il regolamento permette ai club di partecipare con più squadre, ma i giocatori possono giocare per una sola squadra nella stessa stagione di coppa.

Nel 1950 vengono istituite le "teste di serie" (vođe grupa - capigruppo - in croato), ovvero Dinamo, Hajduk, Stella Rossa e Partizan (velika četvorka, i quattro grandi) che non possono incrociarsi fra loro fino alle semifinali.

La Kup Maršala Tita 1951 è l'ultima edizione in cui in caso di parità dopo i tempi supplementari si ricorre alla monetina. Dalla Kup Maršala Tita 1952 vengono introdotti i tiri di rigore per decretare la vincitrice dell'incontro (una squadra calcia per prima i suoi 5 rigori, poi tocca all'altra calciare i propri 5; se la parità persiste si calcia i rigori con la formula "ABBA")

Nel 1952 viene introdotto il sorteggio libero per determinare gli abbinamenti, togliendo il titolo di "teste di serie" a Dinamo, Hajduk, Stella Rossa e Partizan, che così possono incrociarsi anche nei primi turni.

Dal 1960 la vincitrice accede alla Coppa delle Coppe nella stagione successiva.

La Kup Maršala Tita 1986-1987 è la prima edizione in cui ottavi, quarti e semifinali si svolgono in gare di andata e ritorno.

## Albo d'oro
| Stagione | Vincitore        | Risultato       | Finalista         | Stadio e città      |
| -------- | ---------------- | --------------- | ----------------- | ------------------- |
| 1947     | Partizan         | 2 – 0           | Naša krila        | JNA, Belgrado       |
| 1948     | Stella Rossa     | 3 – 0           | Partizan          | Marakana, Belgrado  |
| 1949     | Stella Rossa     | 3 – 2           | Naša krila        | JNA, Belgrado       |
| 1950     | Stella Rossa     | 1 – 1 (dts)     | Dinamo Zagabria   | JNA, Belgrado       |
| 1950     | Stella Rossa     | 3 – 0 (Rip.)    | Dinamo Zagabria   | JNA, Belgrado       |
| 1951     | Dinamo Zagabria  | 2 – 0           | Vojvodina         | Maksimir, Zagabria  |
| 1951     | Dinamo Zagabria  | 2 – 0           | Vojvodina         | JNA, Belgrado       |
| 1952     | Partizan         | 6 – 0           | Stella Rossa      | JNA, Belgrado       |
| 1953     | BSK Belgrado     | 2 – 0           | Hajduk Spalato    | JNA, Belgrado       |
| 1954     | Partizan         | 4 – 1           | Stella Rossa      | JNA, Belgrado       |
| 1955     | BSK Belgrado     | 2 – 0           | Hajduk Spalato    | JNA, Belgrado       |
| 1956-57  | Partizan         | 5 – 3           | Radnički Belgrado | JNA, Belgrado       |
| 1957-58  | Stella Rossa     | 4 – 0           | Velež Mostar      | JNA, Belgrado       |
| 1958-59  | Stella Rossa     | 3 – 1           | Partizan          | JNA, Belgrado       |
| 1959-60  | Dinamo Zagabria  | 3 – 2           | Partizan          | JNA, Belgrado       |
| 1960-61  | Vardar           | 2 – 1           | Varteks Varaždin  | JNA, Belgrado       |
| 1961-62  | OFK Belgrado     | 4 – 1           | Spartak Subotica  | JNA, Belgrado       |
| 1962-63  | Dinamo Zagabria  | 4 – 1           | Hajduk Spalato    | JNA, Belgrado       |
| 1963-64  | Stella Rossa     | 3 – 0           | Dinamo Zagabria   | Marakana, Belgrado  |
| 1964-65  | Dinamo Zagabria  | 2 – 1           | Budućnost         | Marakana, Belgrado  |
| 1965-66  | OFK Belgrado     | 6 – 2           | Dinamo Zagabria   | JNA, Belgrado       |
| 1966-67  | Hajduk Spalato   | 2 – 1           | Sarajevo          | Stari plac, Spalato |
| 1967-68  | Stella Rossa     | 7 – 0           | Bor               | Marakana, Belgrado  |
| 1968-69  | Dinamo Zagabria  | 3 – 3 (dts)     | Hajduk Spalato    | JNA, Belgrado       |
| 1968-69  | Dinamo Zagabria  | 3 – 0 (Rip.)    | Hajduk Spalato    | JNA, Belgrado       |
| 1969-70  | Stella Rossa     | 2 – 2           | Olimpia Lubiana   | Bežigrad, Lubiana   |
| 1969-70  | Stella Rossa     | 1 – 0 (dts)     | Olimpia Lubiana   | Marakana, Belgrado  |
| 1970-71  | Stella Rossa     | 4 – 0           | Sloboda Tuzla     | Tušanj, Tuzla       |
| 1970-71  | Stella Rossa     | 2 – 0           | Sloboda Tuzla     | Marakana, Belgrado  |
| 1971-72  | Hajduk Spalato   | 2 – 1           | Dinamo Zagabria   | JNA, Belgrado       |
| 1973     | Hajduk Spalato   | 1 – 1           | Stella Rossa      | Stari plac, Spalato |
| 1973     | Hajduk Spalato   | 2 – 1           | Stella Rossa      | Marakana, Belgrado  |
| 1974     | Hajduk Spalato   | 1 – 0           | Borac Banja Luka  | JNA, Belgrado       |
| 1975-76  | Hajduk Spalato   | 1 – 0 (dts)     | Dinamo Zagabria   | Marakana, Belgrado  |
| 1976-77  | Hajduk Spalato   | 2 – 0 (dts)     | Budućnost         | Marakana, Belgrado  |
| 1977-78  | Rijeka           | 1 – 0 (dts)     | FK Trepča         | Marakana, Belgrado  |
| 1978-79  | Rijeka           | 2 – 1           | Partizan          | Cantrida, Fiume     |
| 1978-79  | Rijeka           | 0 – 0           | Partizan          | Marakana, Belgrado  |
| 1979-80  | Dinamo Zagabria  | 1 – 0           | Stella Rossa      | Maksimir, Zagabria  |
| 1979-80  | Dinamo Zagabria  | 1 – 1           | Stella Rossa      | Marakana, Belgrado  |
| 1980-81  | Velež Mostar     | 3 – 2           | Željezničar       | Marakana, Belgrado  |
| 1981-82  | Stella Rossa     | 2 – 2           | Dinamo Zagabria   | Maksimir, Zagabria  |
| 1981-82  | Stella Rossa     | 4 – 2           | Dinamo Zagabria   | Marakana, Belgrado  |
| 1982-83  | Dinamo Zagabria  | 3 – 2           | Sarajevo          | Marakana, Belgrado  |
| 1983-84  | Hajduk Spalato   | 2 – 1           | Stella Rossa      | Poljud, Spalato     |
| 1983-84  | Hajduk Spalato   | 0 – 0           | Stella Rossa      | Marakana, Belgrado  |
| 1984-85  | Stella Rossa     | 2 – 1           | Dinamo Zagabria   | Maksimir, Zagabria  |
| 1984-85  | Stella Rossa     | 1 – 1           | Dinamo Zagabria   | Marakana, Belgrado  |
| 1985-86  | Velež Mostar     | 3 – 1           | Dinamo Zagabria   | JNA, Belgrado       |
| 1986-87  | Hajduk Spalato   | 1 – 1 (9-8 dtr) | Rijeka            | JNA, Belgrado       |
| 1987-88  | Borac Banja Luka | 1 – 0           | Stella Rossa      | JNA, Belgrado       |
| 1988-89  | Partizan         | 6 – 1           | Velež Mostar      | JNA, Belgrado       |
| 1989-90  | Stella Rossa     | 1 – 0           | Hajduk Spalato    | JNA, Belgrado       |
| 1990-91  | Hajduk Spalato   | 1 – 0           | Stella Rossa      | JNA, Belgrado       |
| 1991-92  | Partizan         | 1 – 0           | Stella Rossa      | Marakana, Belgrado  |
| 1991-92  | Partizan         | 2 – 2           | Stella Rossa      | JNA, Belgrado       |

## Marcatori

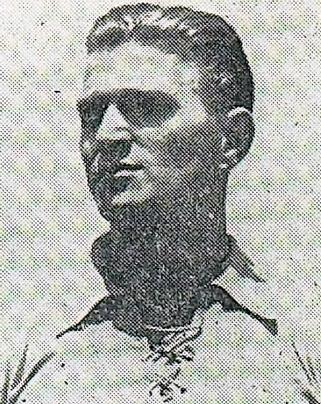
Stjepan Bobek

| Pos. | Giocatore       | Club            | Reti |
| ---- | --------------- | --------------- | ---- |
| 1    | Stjepan Bobek   | Partizan        | 41   |
| 2    | Kosta Tomašević | Stella Rossa    | 32   |
| 3    | Bora Kostić     | Stella Rossa    | 31   |
| 4    | Marko Valok     | Partizan        | 28   |
| 5    | Slaven Zambata  | Dinamo Zagabria | 26   |
| 6    | Rajko Mitić     | Stella Rossa    | 22   |

### Coppe successive
Dalla dissoluzione della Jugoslavia, iniziata nel 1991, sono nate 7 coppe nazionali. Ecco lo schema riassuntivo:
| Anno→ Nazione↓  | 1991                            | 1992                                     | 1994                                     | 1995                                     | 1999                                     | 2000                                     | 2002                                     | 2006                            |
| --------------- | ------------------------------- | ---------------------------------------- | ---------------------------------------- | ---------------------------------------- | ---------------------------------------- | ---------------------------------------- | ---------------------------------------- | ------------------------------- |
| Serbia          | Kup Jugoslavije                 | Kup Jugoslavije / Kup Srbije i Crne Gore | Kup Jugoslavije / Kup Srbije i Crne Gore | Kup Jugoslavije / Kup Srbije i Crne Gore | Kup Jugoslavije / Kup Srbije i Crne Gore | Kup Jugoslavije / Kup Srbije i Crne Gore | Kup Jugoslavije / Kup Srbije i Crne Gore | Kup Srbije                      |
| Montenegro      | Kup Jugoslavije                 | Kup Jugoslavije / Kup Srbije i Crne Gore | Kup Jugoslavije / Kup Srbije i Crne Gore | Kup Jugoslavije / Kup Srbije i Crne Gore | Kup Jugoslavije / Kup Srbije i Crne Gore | Kup Jugoslavije / Kup Srbije i Crne Gore | Kup Jugoslavije / Kup Srbije i Crne Gore | Crnogorski fudbalski kup        |
| Kosovo          | Kup Jugoslavije                 | Kupa e Kosovës                           | Kupa e Kosovës                           | Kupa e Kosovës                           | Kupa e Kosovës                           | Kupa e Kosovës                           | Kupa e Kosovës                           | Kupa e Kosovës                  |
| BiH (musulmani) | Kup Jugoslavije                 | no coppe                                 | Kup NS BiH                               | Kup NS BiH                               | Kup NS BiH                               | Kup FBiH                                 | Kup Bosne i Hercegovine                  | Kup Bosne i Hercegovine         |
| BiH (croati)    | Kup Jugoslavije                 | no coppe                                 | Kup Herceg-Bosne                         | Kup Herceg-Bosne                         | Kup Herceg-Bosne                         | Kup FBiH                                 | Kup Bosne i Hercegovine                  | Kup Bosne i Hercegovine         |
| BiH (serbi)     | Kup Jugoslavije                 | no coppe                                 | Kup Republike Srpske                     | Kup Republike Srpske                     | Kup Republike Srpske                     | Kup Republike Srpske                     | Kup Bosne i Hercegovine                  | Kup Bosne i Hercegovine         |
| Macedonia       | Kup Jugoslavije                 | Kup na Makedonija                        | Kup na Makedonija                        | Kup na Makedonija                        | Kup na Makedonija                        | Kup na Makedonija                        | Kup na Makedonija                        | Kup na Makedonija               |
| Slovenia        | Pokal Nogometne zveze Slovenije | Pokal Nogometne zveze Slovenije          | Pokal Nogometne zveze Slovenije          | Pokal Nogometne zveze Slovenije          | Pokal Nogometne zveze Slovenije          | Pokal Nogometne zveze Slovenije          | Pokal Nogometne zveze Slovenije          | Pokal Nogometne zveze Slovenije |
| Croazia         | Hrvatski nogometni kup          | Hrvatski nogometni kup                   | Hrvatski nogometni kup                   | Hrvatski nogometni kup                   | Hrvatski nogometni kup                   | Hrvatski nogometni kup                   | Hrvatski nogometni kup                   | Hrvatski nogometni kup          |